# Suzhou Taihu Ladies Open
Het Suzhou Taihu Ladies Open is een jaarlijks golftoernooi voor vrouwen in China, dat deel uitmaakt van de Ladies Asian Golf Tour en de Ladies European Tour. Het toernooi werd opgericht in 2008 en vindt sindsdien plaats op de Suzhou Taihu International Golf Club in Suzhou.
Het toernooi wordt gespeeld in een strokeplay-formule met drie ronden en na de tweede ronde wordt de cut toegepast.

## Geschiedenis
De eerste editie vond plaats in 2008 en werd gewonnen door de Zweedse Annika Sörenstam. Ze won toen de play-off van de Chinese Ye Li Ying. Van 2008 tot 2011 werd het toernooi georganiseerd onder de naam Suzhou Taihu Ladies Open. In 2012 werd de naam van het toernooi hernoemd tot het China Suzhou Taihu Open.

## Winnaressen
| Jaar                     | Winnares                 | Sore                     | Sore                     | Info                                                                |
| Suzhou Taihu Ladies Open | Suzhou Taihu Ladies Open | Suzhou Taihu Ladies Open | Suzhou Taihu Ladies Open | Suzhou Taihu Ladies Open                                            |
| ------------------------ | ------------------------ | ------------------------ | ------------------------ | ------------------------------------------------------------------- |
| 2008                     | Annika Sörenstam po      | 203                      | –13                      | Won de play-off van Ye Li Ying                                      |
| 2009                     | Bo-Mi Suh                | 210                      | –6                       |                                                                     |
| 2010                     | Lee-Anne Pace po         | 211                      | –5                       | Won de play-off van Julieta Granada, Christel Boeljon en Hannah Jun |
| 2011                     | Yani Tseng               | 200                      | –16                      |                                                                     |
| China Suzhou Taihu Open  |                          |                          |                          |                                                                     |
| 2012                     | Carlota Ciganda          | 199                      | –17                      |                                                                     |
| 2013                     | Gwladys Nocera           | 201                      | –15                      |                                                                     |
| 2014                     | Geen toernooi            | Geen toernooi            | Geen toernooi            | Geen toernooi                                                       |

| Toernooirecord |  | po = winnares na play-off |